# Eleonora Plantageneta
Eleonora d'Inghilterra (Gloucester, 1215 – Montargis, 13 aprile 1275) fu la quinta (e ultima) figlia di Giovanni Senza Terra e di Isabella d'Angoulême.

Eleonora era la figlia di Giovanni Senza Terra, e della sua seconda moglie, Isabella d'Angoulême. Al momento della sua nascita la capitale del regno di suo padre era in mano alle forze francesi. Giovanni fu costretto a firmare la Magna Carta. Eleonora non incontrò mai suo padre, poiché morì al castello di Newark quando lei aveva appena un anno. I francesi, guidati dal principe Luigi il Leone, il futuro Luigi VIII, stavano marciando attraverso sud. Le uniche terre fedeli a suo fratello, il re Enrico III d'Inghilterra, erano nelle Midlands e nel sud-ovest. I baroni governavano il nord, ma si unirono ai realisti sotto Guglielmo il Maresciallo, che protesse il giovane re Enrico, e Luigi fu sconfitto.

## Matrimoni

### Primo Matrimonio
Prima che Guglielmo il Maresciallo morisse nel 1219, Eleonora fu promessa a suo figlio, anch'egli chiamato Guglielmo. Si sposarono il 23 aprile 1224 nella New Temple Church di Londra. Il giovane William aveva 34 anni ed Eleonora solo nove. Morì a Londra il 6 aprile 1231, pochi giorni prima del loro settimo anniversario. Non ebbero figli.
La dote di Eleonora era costituita da 10 manieri e 200 sterline all'anno. Secondo la legge del tempo, le vedove potevano trattenere un terzo dei beni del matrimonio. Tuttavia, suo cognato Richard prese tutte le proprietà e ne vendette molte, inclusa la sua dote, per pagare i debiti di Guglielmo. Eleonora ha lottato per molti anni per recuperare le sue proprietà e pronunciò un voto di castità dinnanzi all'Arcivescovo di Canterbury, Edmondo di Canterbury.

### Secondo matrimonio
Sette anni più tardi, nel 1238 incontrò Simone V di Montfort. Secondo Matthew Paris, Simone era attratto dalla bellezza e dall'eleganza di Eleonora, nonché dalla sua ricchezza e nobile nascita. Si innamorarono e si sposarono segretamente il 7 gennaio 1238 nella Cappella del Re nel Palazzo di Westminster. Suo fratello, Enrico III, in seguito affermò di aver permesso il matrimonio solo perché Simone aveva sedotto Eleonora. Il matrimonio fu controverso a causa del giuramento che Eleonora aveva prestato diversi anni prima di rimanere casta. Per questo motivo Simone si recò in pellegrinaggio a Roma cercando l'approvazione papale per la loro unione. Simone ed Eleonora ebbero sette figli:
- Enrico di Montfort (1238–1265)
- Simone VI di Montfort (1240–1271)
- Amaury di Montfort, canonico di York (1242/1243–1300)
- Guido di Montfort, conte di Nola[4][5]
- Giovanna di Montfort (nata e morta a Bordeaux tra il 1248 ed il 1251).
- Riccardo de Montfort (?-1266?).
- Eleonora di Montfort (1252–1282), sposò Llywelyn ap Gruffudd, Principe di Galles.

## Morte
Durante la seconda guerra dei baroni, la vittoria di Simone de Montfort nella battaglia di Lewes nel 1264 lo portò a diventare de facto sovrano d'Inghilterra. Tentò di istituire un governo riformato, compreso il primo parlamento eletto dai cittadini delle città, ma non riuscì a mantenere l'appoggio degli altri baroni. Diversi cambiarono posizione a favore della causa monarchica; Montfort fu sconfitto nella battaglia di Evesham il 4 agosto 1265, dove fu ucciso insieme a suo figlio. Eleonora fuggì in esilio in Francia dove divenne suora nell'abbazia di Montargis, convento di suore fondato dalla sorella del defunto marito, Amicia, che vi rimase come badessa. Lì morì il 13 aprile 1275 e vi fu sepolta.
Tre anni dopo la sua morte la sua ultimogenita, ed omonima, andò in sposa a Llywelyn Ein Llyw Olaf ap Gruffydd; essi ebbero un solo figlio Gwenllian ferch Llywelyn che venne presa prigioniera dal cugino Edoardo I d'Inghilterra che visse praticamente sempre prigioniero fino alla morte sopravvenuta nel 1337.

## Ascendenza
|                         |                          |                          | Genitori                            |  |  | Nonni |  |  | Bisnonni           |  |  | Trisnonni       |  |
|                         |                          |                          |                                     |  |  |       |  |  | Goffredo V d'Angiò |  |  | Folco V d'Angiò |  |
|                         |                          |                          |                                     |  |  |       |  |  | Goffredo V d'Angiò |  |  | Folco V d'Angiò |  |
|                         |                          | Eremburga del Maine      |                                     |  |  |       |  |  | Goffredo V d'Angiò |  |  |                 |  |
| Enrico II d'Inghilterra |                          |                          |                                     |  |  |       |  |  | Goffredo V d'Angiò |  |  |                 |  |
|                         |                          | Matilde d'Inghilterra    | Enrico I d'Inghilterra              |  |  |       |  |  |                    |  |  |                 |  |
|                         |                          | Matilde d'Inghilterra    | Enrico I d'Inghilterra              |  |  |       |  |  |                    |  |  |                 |  |
|                         |                          | Matilde d'Inghilterra    | Matilde di Scozia                   |  |  |       |  |  |                    |  |  |                 |  |
| Giovanni d'Inghilterra  |                          | Matilde d'Inghilterra    |                                     |  |  |       |  |  |                    |  |  |                 |  |
|                         |                          | Guglielmo X di Aquitania | Guglielmo IX d'Aquitania            |  |  |       |  |  |                    |  |  |                 |  |
|                         |                          | Guglielmo X di Aquitania | Guglielmo IX d'Aquitania            |  |  |       |  |  |                    |  |  |                 |  |
|                         |                          | Guglielmo X di Aquitania | Filippa di Tolosa                   |  |  |       |  |  |                    |  |  |                 |  |
| Eleonora d'Aquitania    |                          | Guglielmo X di Aquitania |                                     |  |  |       |  |  |                    |  |  |                 |  |
|                         |                          | Aénor di Châtellerault   | Aimery I, Visconte di Châtellerault |  |  |       |  |  |                    |  |  |                 |  |
|                         |                          | Aénor di Châtellerault   | Aimery I, Visconte di Châtellerault |  |  |       |  |  |                    |  |  |                 |  |
|                         |                          | Aénor di Châtellerault   | Dangereuse de l'Isle Bouchard       |  |  |       |  |  |                    |  |  |                 |  |
| Eleonora d'Inghilterra  |                          | Aénor di Châtellerault   |                                     |  |  |       |  |  |                    |  |  |                 |  |
|                         | Guglielmo VI d'Angoulême | Vulgrin II d'Angoulême   |                                     |  |  |       |  |  |                    |  |  |                 |  |
|                         | Guglielmo VI d'Angoulême | Vulgrin II d'Angoulême   |                                     |  |  |       |  |  |                    |  |  |                 |  |
|                         | Guglielmo VI d'Angoulême | Panica de la Marche      |                                     |  |  |       |  |  |                    |  |  |                 |  |
| Ademaro III d'Angoulême | Guglielmo VI d'Angoulême |                          |                                     |  |  |       |  |  |                    |  |  |                 |  |
|                         |                          | Margherita di Turenne    | Raymond I, Visconte di Turenne      |  |  |       |  |  |                    |  |  |                 |  |
|                         |                          | Margherita di Turenne    | Raymond I, Visconte di Turenne      |  |  |       |  |  |                    |  |  |                 |  |
|                         |                          | Margherita di Turenne    | Matilda de la Perche                |  |  |       |  |  |                    |  |  |                 |  |
| Isabella d'Angoulême    |                          | Margherita di Turenne    |                                     |  |  |       |  |  |                    |  |  |                 |  |
|                         |                          | Pietro I di Courtenay    | Luigi VI di Francia                 |  |  |       |  |  |                    |  |  |                 |  |
|                         |                          | Pietro I di Courtenay    | Luigi VI di Francia                 |  |  |       |  |  |                    |  |  |                 |  |
|                         |                          | Pietro I di Courtenay    | Adelaide di Savoia                  |  |  |       |  |  |                    |  |  |                 |  |
| Alice di Courtenay      |                          | Pietro I di Courtenay    |                                     |  |  |       |  |  |                    |  |  |                 |  |
|                         |                          | Elisabetta di Courtenay  | Renaud de Courtenay                 |  |  |       |  |  |                    |  |  |                 |  |
|                         |                          | Elisabetta di Courtenay  | Renaud de Courtenay                 |  |  |       |  |  |                    |  |  |                 |  |
|                         |                          | Elisabetta di Courtenay  | Hedwig di Donjon                    |  |  |       |  |  |                    |  |  |                 |  |
|                         |                          | Elisabetta di Courtenay  |                                     |  |  |       |  |  |                    |  |  |                 |  |

## Nei libri
Eleonora è uno dei personaggi principali del romanzo  Falls the Shadow di Sharon Kay Pennman. È anche uno dei personaggi del romanzo di Virginia Henley The Dragon and the Jewel che parte dal suo matrimonio con Guglielmo e si ferma alla Battaglia di Lewes, il libro si discosta dalla realtà perché Simone morì un anno dopo a Evesham e i figli sono ridotti da sette a due. Eleonora compare anche nell'opera, sempre della Henley The Marriage Prize dove ella gioca il ruolo di tutrice di Rosamund Marshal, una giovane nipote del Maresciallo che, lasciata orfana, va a vivere con Eleonora e Simone fino al suo matrimonio con il nobile cavaliere Rodger de Leyburn.